# Лещенко Мирослава Пилипівна
Мирослава Пилипівна Лещенко (Тиміш-Ліщенко; 12 травня 1923 с. Шмирки, Хмельницька область — 17 березня 2011, Київ) — українська радянська літературознавиця, перекладачка, громадська діячка.

## Життєпис
Народилась в українській інтелігентній родині. Батько, Пилип Тиміш-Ліщенко (нар. 1891), як вихованець київської військово-фельдшерської школи, був учасником 1-ї світової війни, нагороджений Георгіївським хрестом; під час Революції був студентом історико-філологічного відділення Університету св. Володимира; в часи УНР журналіст, член редколегії газети «Україна» Військового Міністерства УНР; після встановлення радянської влади в Україні — вчитель школи в с. Михайлівці Красиловського району на Вінниччині. В 1937 році батька в рамках сфабрикованої колективної «антирадянської справи» (кампанія по виконанню наказу НКВС № 00447) було заарештовано НКВС, як «активного учасника контрреволюційної націонал-фашистської диверсійно-терористичної організації» засуджено «трійкою» і того ж року розстріляно.
У 1938 р. вступила до Київського педінституту. Деякий час мешкала в Києві під виглядом хатньої робітниці в рідного дядька — першого ректора Учительського інституту за часів УНР Івана Ліщенка.
З початку Другої світової війни брала участь у обороні Києва медсестрою у складі студентського стрілецького батальйону на Білогородському напрямку. У 1942—1943 рр. була зв'язковою партизанського загону в с. Медвин на Богуславині. Згідно з деякими джерелами вважається зв'язковою ОУН під час війни, що не підтверджено жодним іншим джерелом[джерело?]. Письменник Анатолій Дімаров у своїх спогадах пише, що Мирослава Лещенко, рівно як і Василь Козаченко, «висіли на гачку КДБ», бо «Мирослава Пилипівна в роки окупації (дурне ж було, молоде) чимось „крєпко“ прошпетилась (здається, піднесла хліб-сіль „визволителям“)…» (Дімаров А. Прожити і розповісти…, С. 473.)
Після війни в 1946 році закінчила українське відділення філологічного факультету педінституту (з відзнакою). В 1949 р. закінчила аспірантуру при кафедрі української літератури.
У 1949—1950 рр. працювала викладачем української мови у Київському театральному інституті. У 1950 р. перейшла на видавничу роботу. З 1951 по 1973 рр. працювала у Держлітвидаві України — спочатку коректором, пізніше — заступником головного редактора.
З 1973 р. на запрошення керівництва Спілки письменників України (П.Загребельного, Б. Олійника, Ю.Збанацького) очолила видавництво «Радянський письменник», де сім років працювала попервах головним редактором, а згодом за сумісництвом іще й директором одночасно на двох посадах. Працювала заступником головного редактора Держлітвидаву України (пізніше видавництво «Дніпро»), головний редактор і за сумісництвом директор видавництва «Радянський письменник».

Могила Мирослави Лещенко, Байкове кладовище

Як літературознавець видала літературні біографії українських письменниць: Ольги Кобилянської та Ванди Василевської. Переклала поетичні та прозові твори Я. Неруди, Я. Купали, А. Гайдара, П. Проскуріна, О. Бека, В. Ардаматського, С. Вороніна, П. Капици, А. Рошки, В. Астаф'єва та інших.
З 1989 р. була співзасновником і відповідальним секретарем організації Всеукраїнське товариство «Меморіал» імені Василя Стуса, була відповідальним секретарем «Меморіалу». Була членом Всеукраїнського товариства політв'язнів та репресованих, член Братства вояків ОУН-УПА, Всеукраїнського комітету захисту прав людини.
У 1991 році виступала громадським захисником на судовому процесі над народним депутатом Степаном Хмарою.
Померла на 88-му році життя 17 березня 2011 року. Похована на Байковому кладовищі (ділянка № 49б, 50°25′2.2″ пн. ш. 30°30′3.6″ сх. д. / 50.417278° пн. ш. 30.501000° сх. д.).

### Родина
- Чоловік — Андрій Кінько (1911—1985), фольклорист.
  - Син — Тарас Кінько (нар. 1951), журналіст, видавець, письменник.
    - Онука — Мирослава Кінько (нар. 1977), художниця.

  - Дочка — Наталія Чангулі (нар. 1952), журналістка.

## Твори
- Лещенко М. П. Ольга Кобилянська: Літературний портрет. — К., Дніпро, 1973. — 171 с.
- Лещенко М. П. Ванда Василевська. — К., Дніпро, 1986. — 150 с.

## Відзнаки та нагороди
- радянські ордени і медалі.
- лауреат літературної премії Братів Шеметів за найкращу публікацію 2007 р.
- медаль УНСО